# Lema
V lingvistiki ima lema dve različni interpretaciji: 
- morfologija / leksikografija: Kanonska oblika ali citatna oblika, ki jo sestavljajo še druge oblike, npr. v slovenščini; delati, delam, delaš, dela, delava, delata, delamo, delate, delajo, so vse oblike istega leksema, pri katerem je osnovna in nespregana oblika nekega leksema delati, lema.

Lema v morfologiji predstavlja kanonsko obliko nekega leksema. Leksem se v tem kontekstu nanaša na sklop vseh oblik neke besede, ki imajo enak pomen, lema pa se nanaša na besedo, ki je izbrana zato, da predstavlja leksem. V leksikografiji je to tudi izhodišče, citatna oblika oziroma jedro, po katerem je tudi indeksirana, prepoznavna. Leme imajo posebno vrednost v jezikih, kjer je veliko sklanjatev in pregibanja, kot sta na primer češčina in slovenščina. Proces za določanje leme se imenuje lematizacija.
- psiholingvistika: Abstraktna konceptualna oblika, ki je bila mentalno izbrana v prvih fazah izoblikovanja govora, z nekim pomenom, a brez dodanih glasov (beseda še ni bila izgovorjena).

Psiholingvistična interpretacija se nanaša na eno izmed bolj razširjenih in sprejetih psiholingvističnih modelov za oblikovanje govora v zgodnjih fazah, pri mentalni produkciji izražanja. Je abstraktna oblika, ki vsebuje sintaktične informacije (kako se lahko besedo uporablja v stavku), ne vsebuje pa nobene informacije o tem kako moramo besedo izgovoriti. 

## Morfologija / Leksikografija
V slovarjih lema delati predstavlja vse njene spregane oblike; delam, delaš, dela, delava ipd. Povezava med tema dvema besedama je po navadi prikazana s posebnimi znaki, npr. delaš < delati. Pomanjkljivost slovarskega zapisa je torej, da najdemo spregane oblike le pod lemo (iztočnico), drugače rečeno, spreganih oblik dela torej v slovarju ne najdemo. V navadi je, da je beseda, ki je označena kot lema, v nekem jeziku najmanj rabljena, bolj se uporabljajo njene spregane oblike.
Leme se uporabljajo v korpusnem jezikoslovju za določanje pogostosti pojavitve neke besede. V takem pomenu rabe je definicija leme prilagodljiva glede na nalogo, ki ji je dana.

## Leme v različnih jezikih
V jezikih s slovničnim spolom, kot je tudi slovenščina, navajamo gesla pravilnih pridevnikov in samostalnikov v moškem spolu ednine. Če jezik uporablja sklone, je geslo v imenovalniku moškega spola. V angleščini navajamo samostalnike v ednini. Pri večbesednih leksemih, ki vsebujejo svojilne pridevnike ali povratne zaimke, geslo navajamo v nedoločnem zaimku.
Pri veliko jezikih glagolska gesla pišemo v nedoločniku, npr. v francoščini aller in v nemščini gehen. V angleščini so to po navadi celotni nedoločniki, to go, pri nekaterih nepopolnih glagolih (npr. must) pa so le ti delni. V latinščini in grščini se v večini uporablja glagol v prvi osebi ednine sedanjika, včasih pa srečamo tudi nedoločnik. V japonščini se uporabljata sedanjik in prihodnjik pri skrajšanih glagolih. V grščini je neskrajšana prva oseba ednine uporabljena pri prikazovanju skrajšanega samoglasnika.
V arabščini, ki nima nedoločnikov, je tretja oseba ednine moškega spola preteklika najmanj zaznamovana oblika, zato se jo uporablja kot geslo v modernih slovarjih. V starejših slovarjih, ki se jih še vedno redno uporablja, je prisotna troglasna oblika besede bodisi pri glagolih bodisi samostalnikih. Hebrejščina pogosto uporablja tretjo osebo moškega spola. Pri korejščini je h korenu priključena končnica –da.

## Psiholingvistika
Ko proizvedemo besedo, naše misli nujno pretvorimo v glasove (proces, znan pod imenom leksikalizacija). V mnogih psiholingvističnih modelih je ta proces dosežen v dveh korakih. Lema je torej vmesno stanje med semantičnim nivojem (kjer je določen pomen) in fonološkim nivojem (kjer so določeni zvoki besede). Je abstraktna oblika, ki vsebuje sintaktične informacije (kako se lahko besedo uporablja v stavku), ne vsebuje pa nobene informacije o tem kako moramo besedo izgovoriti. Zato imamo leksem, ki je fonološko označena oblika določena za lemo.
Ta model, ki temelji na dveh korakih, je najpogostejši in najbolj upoštevan model v teoriji produkcije govora v psiholingvistiki. Kljub temu se v zadnjem času pojavljajo dvomi, saj obstaja nekaj dokazov, da izhaja slovnični spol samostalnika iz fonološke oblike besede (leksema), ne pa iz leme. To se da zelo elegantno razložiti s Caramazzovim samostojnim mrežnim modelom, ki ne ločuje meje med semantičnim in fonološkim korakom.